# استان شمال غربی (زامبیا)
استان شمال غربی (به لاتین: North-Western Province) یک منطقهٔ مسکونی در زامبیا است که در زامبیا واقع شده‌است. استان شمال غربی ۱۲۵٬۸۲۶ کیلومتر مربع مساحت و ۸۳۳٬۸۱۸ نفر جمعیت دارد.